# Pont Saint-Pierre de Toulouse
Pour les articles homonymes, voir Pont Saint-Pierre.
Le pont Saint-Pierre de Toulouse passe au-dessus de la Garonne et relie la place Saint-Pierre à l'hôpital de la Grave. C'est un pont au tablier métallique, entièrement reconstruit en 1987.

## Historique

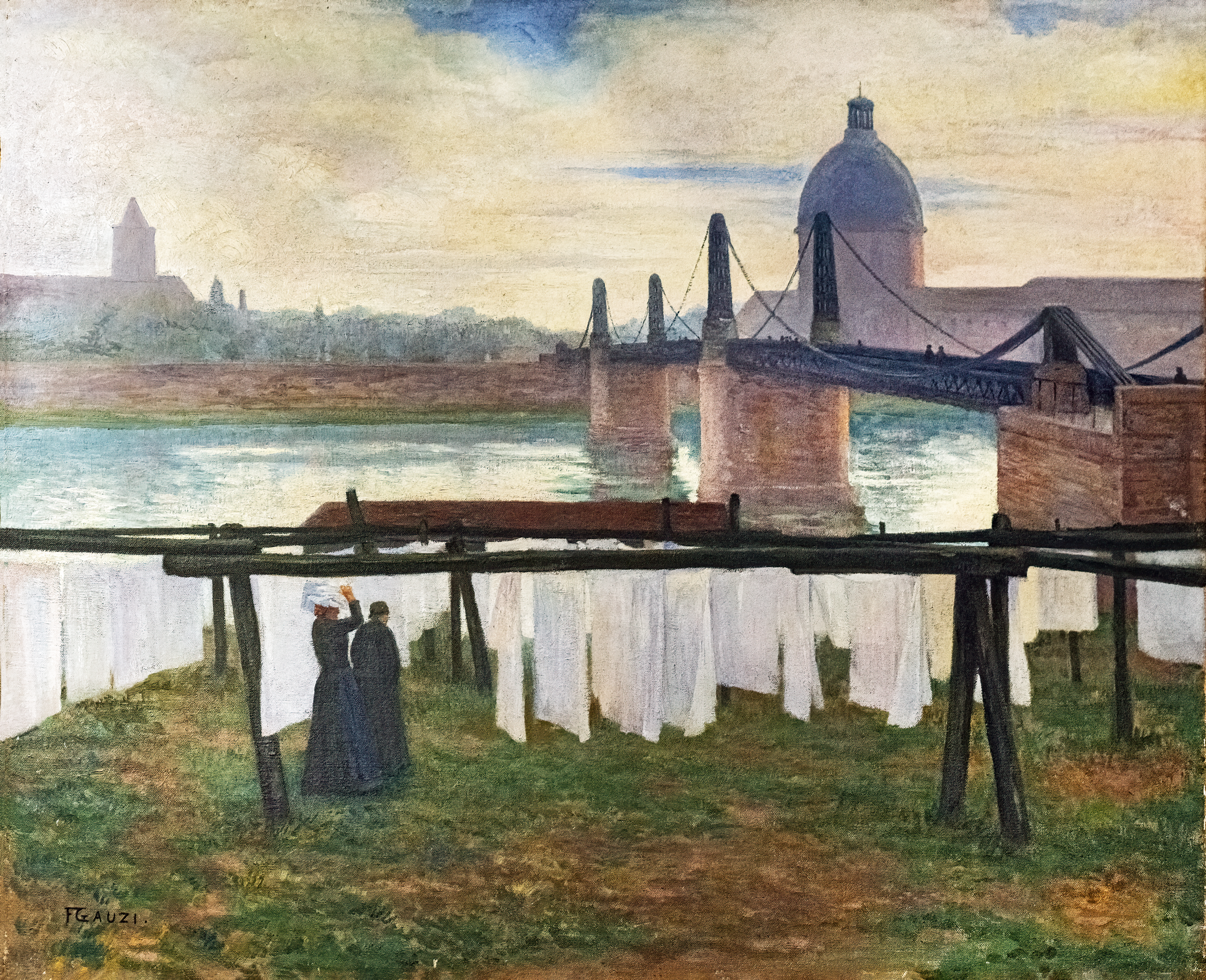
Le port et le pont Saint-Pierre par François Gauzi Musée du Vieux Toulouse

Le premier Pont Saint-Pierre a construit entre 1849 et 1852. C'était un pont en bois, à péage, où passaient piétons et voitures à cheval. Il reposait sur deux piles de pierre et de briques et était renforcé par des câbles métalliques.
Lors de la grande inondation de 1875, un ingénieur de la mairie fit sectionner les câbles. Lorsque les câbles fendirent l'air, ils coupèrent l'usine Marcon situé dans le quartier des Amidonniers.
Très endommagé, le pont Saint-Pierre fut confié à la ville en 1904, laquelle supprima le péage en même temps qu'elle interdit le passage des voitures.

Photographies d'Eugène Trutat, MHNT.
Le tablier.
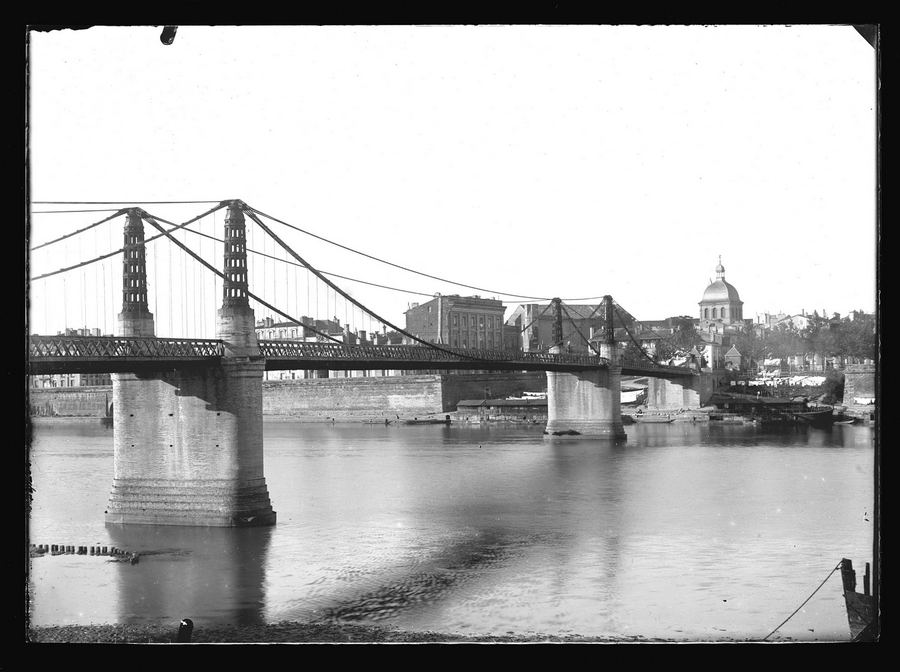
Pont entre 1877 et 1907.
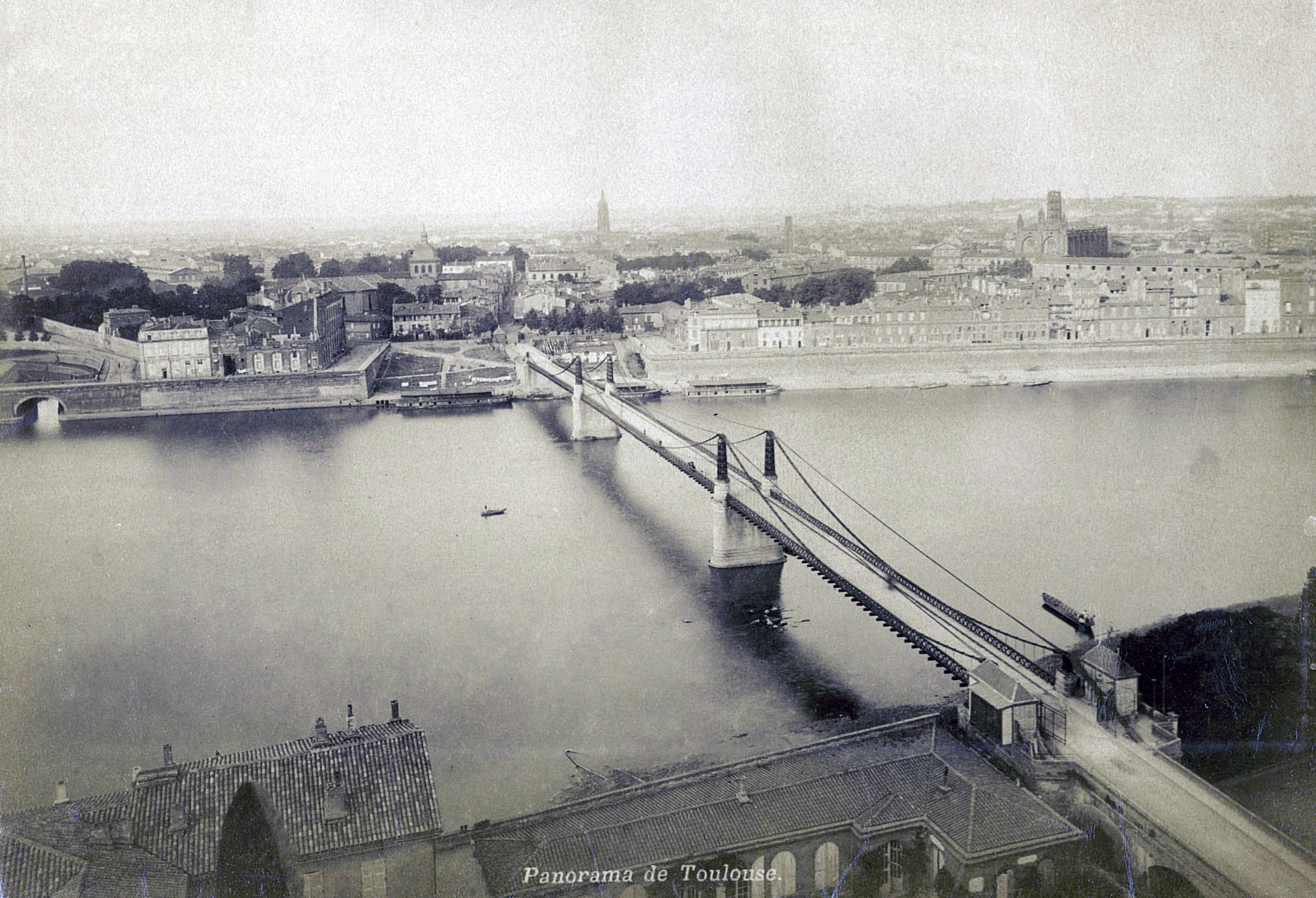
Pont entre 1884 et 1885.
Entrée du pont en 1900.

Lorsque la municipalité se décida à reconstruire le tablier, en 1927, elle opta pour un pont suspendu, à l'armature métallique, jugée plus esthétique.

Pont Saint-Pierre, 24 août 1986. Photographies d'André Cros, Archives de Toulouse.
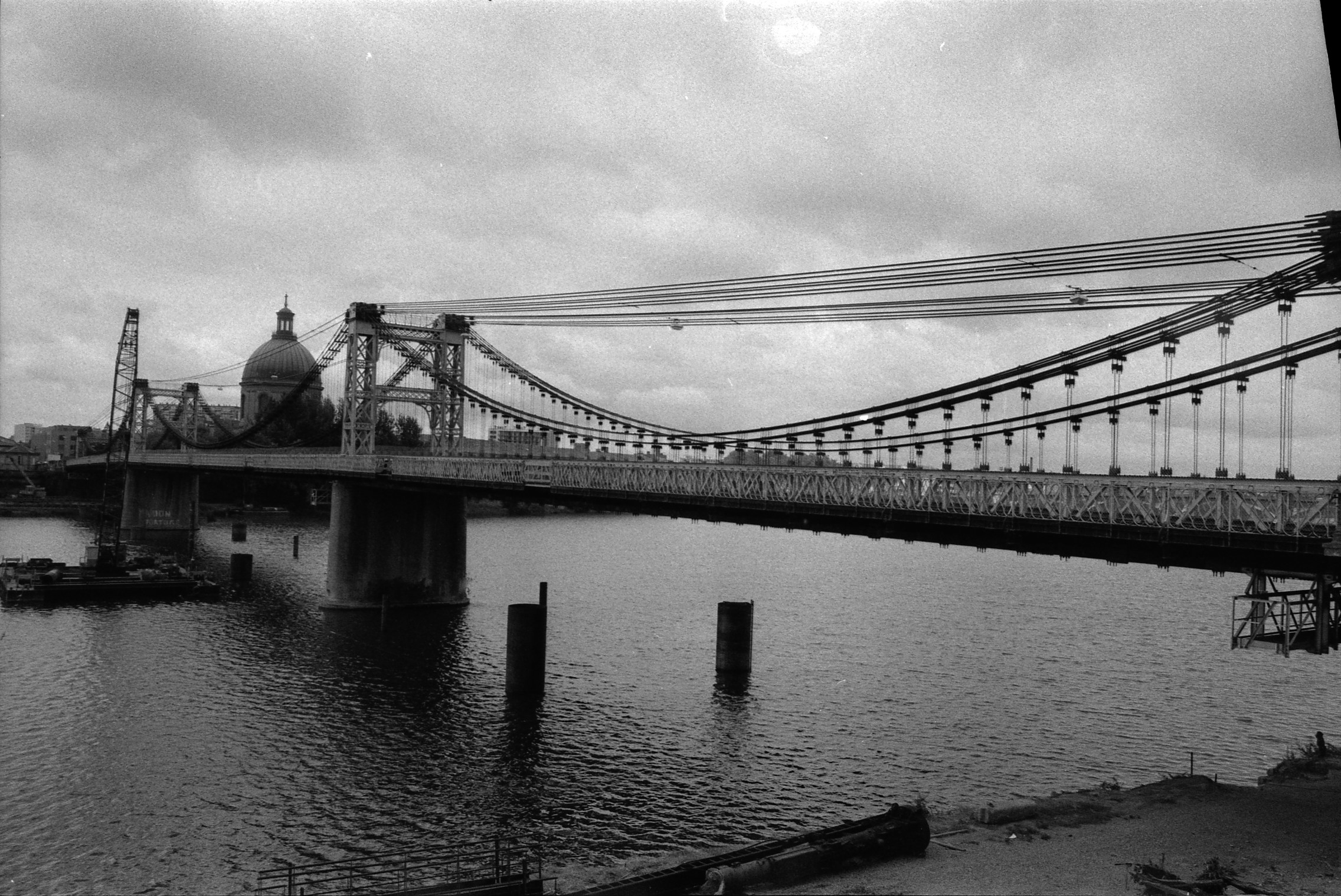
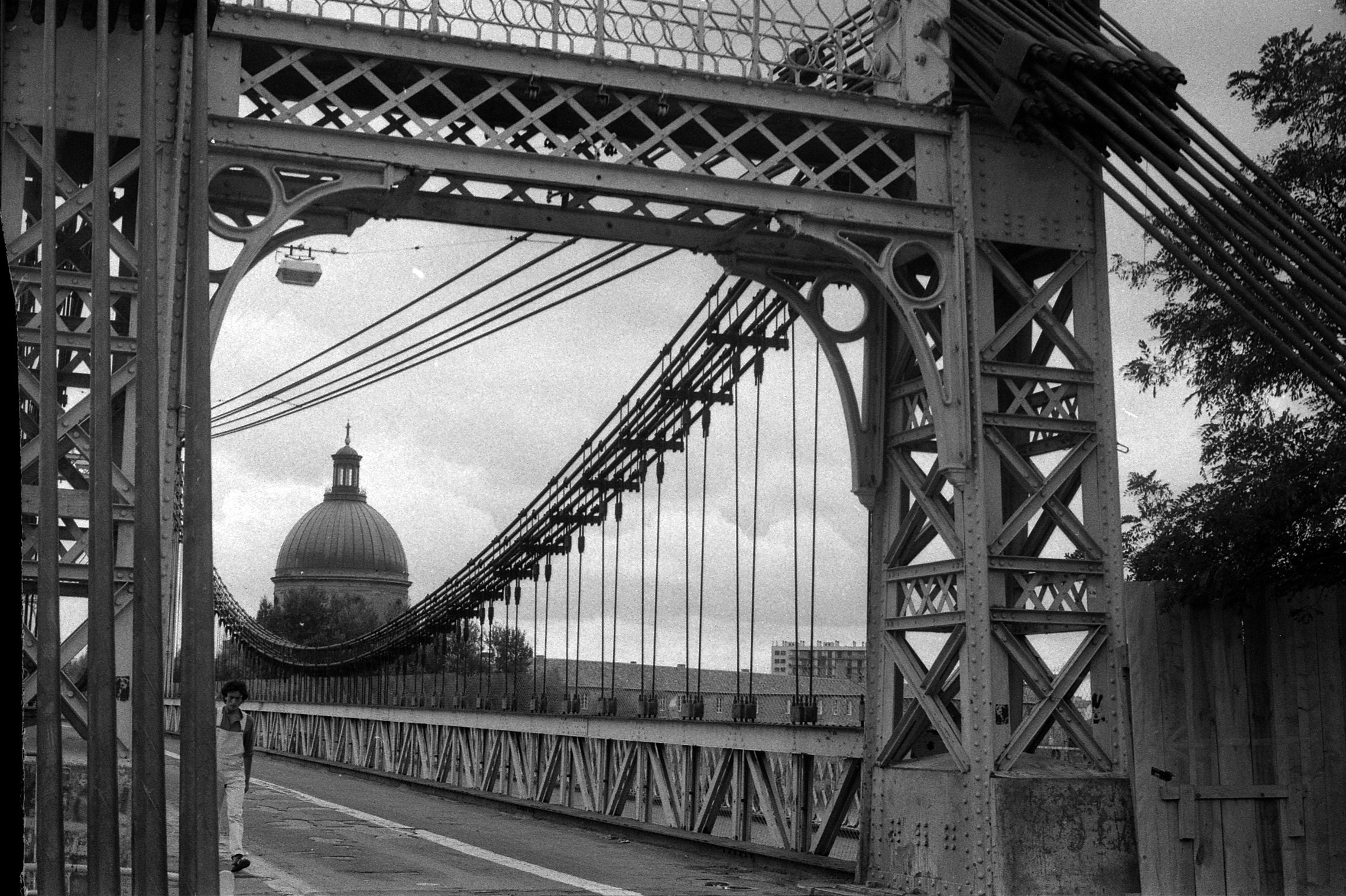
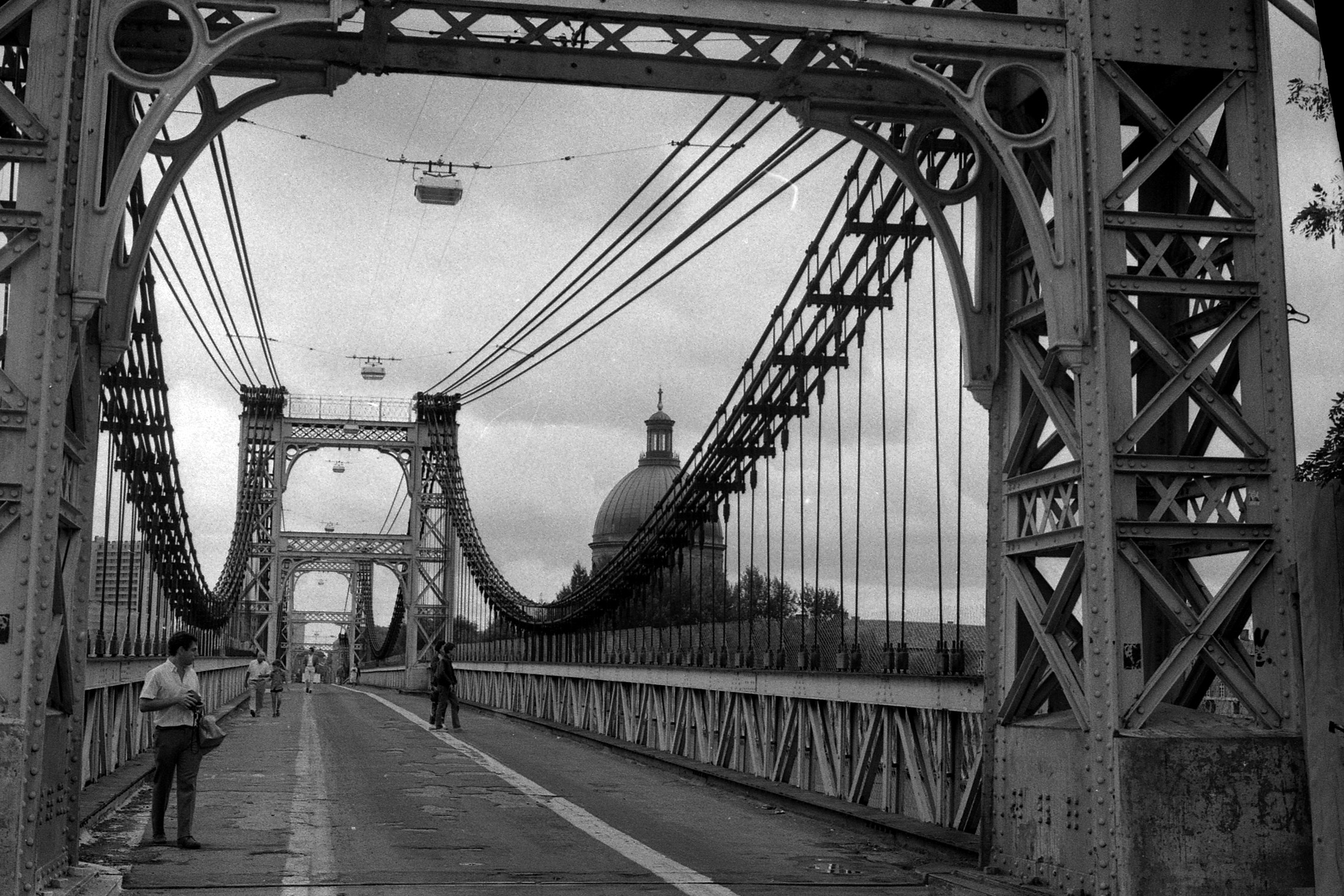

Soixante ans de trafic ininterrompu achevèrent de fissurer l'ouvrage. Trente millions de francs furent réunis en 1984, et trois ans plus tard un nouveau pont était construit, long de 240 mètres. Les lampadaires de l'ancien pont suspendu ont été réutilisés sur le pont des Catalans.

Inauguration du Pont Saint-Pierre, 14 novembre 1987. Photographies d'André Cros, Archives de Toulouse.
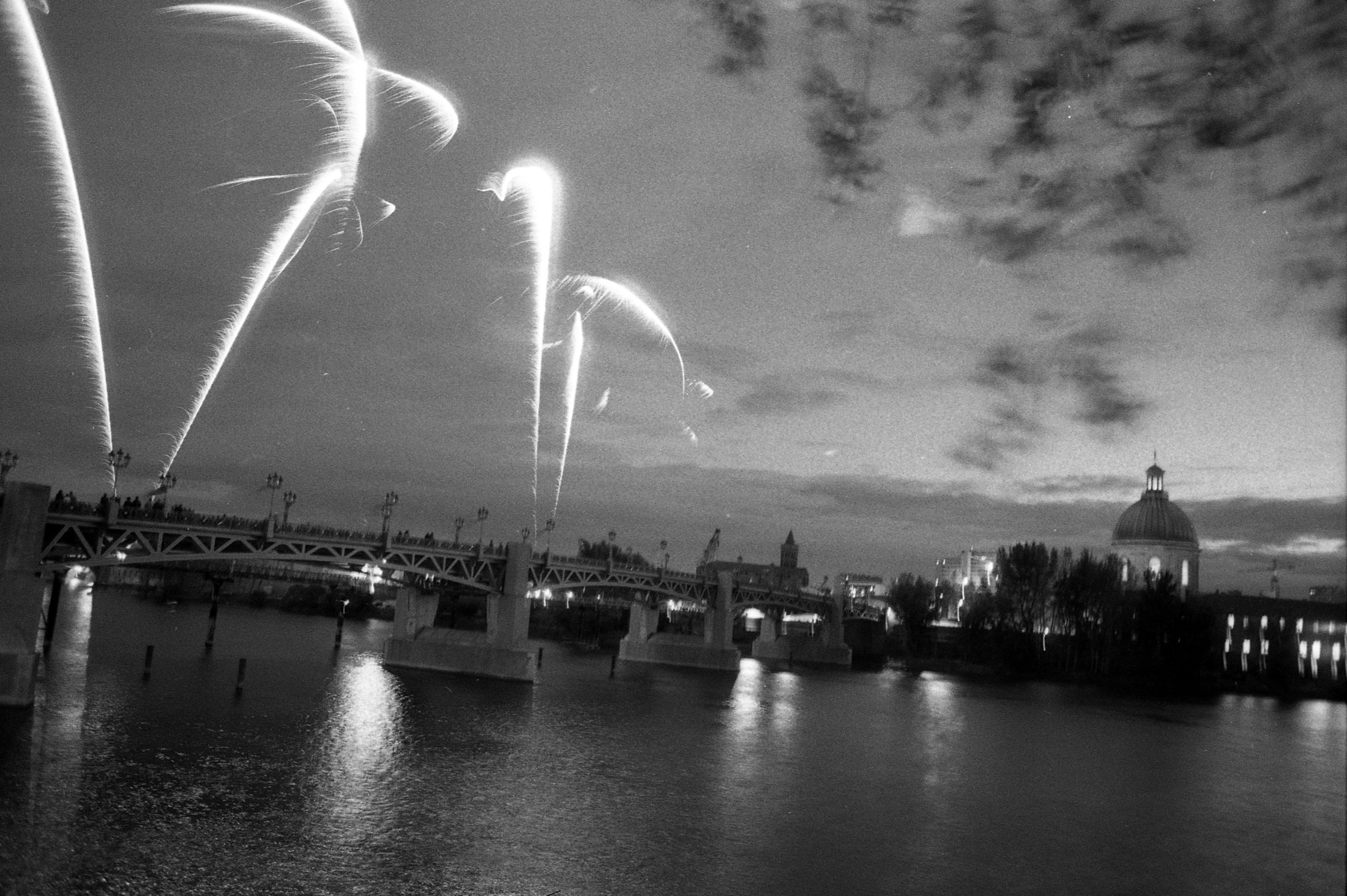
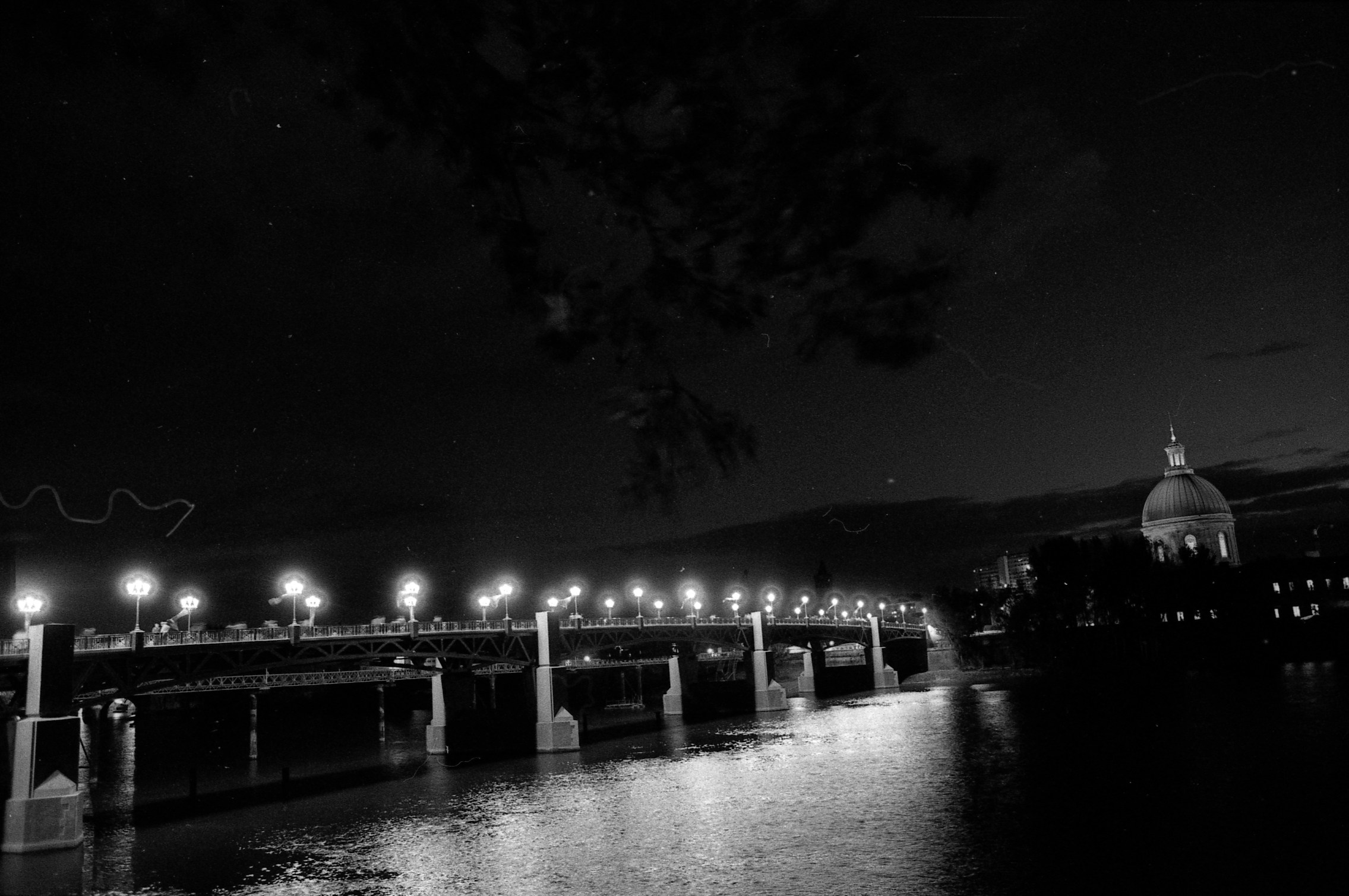
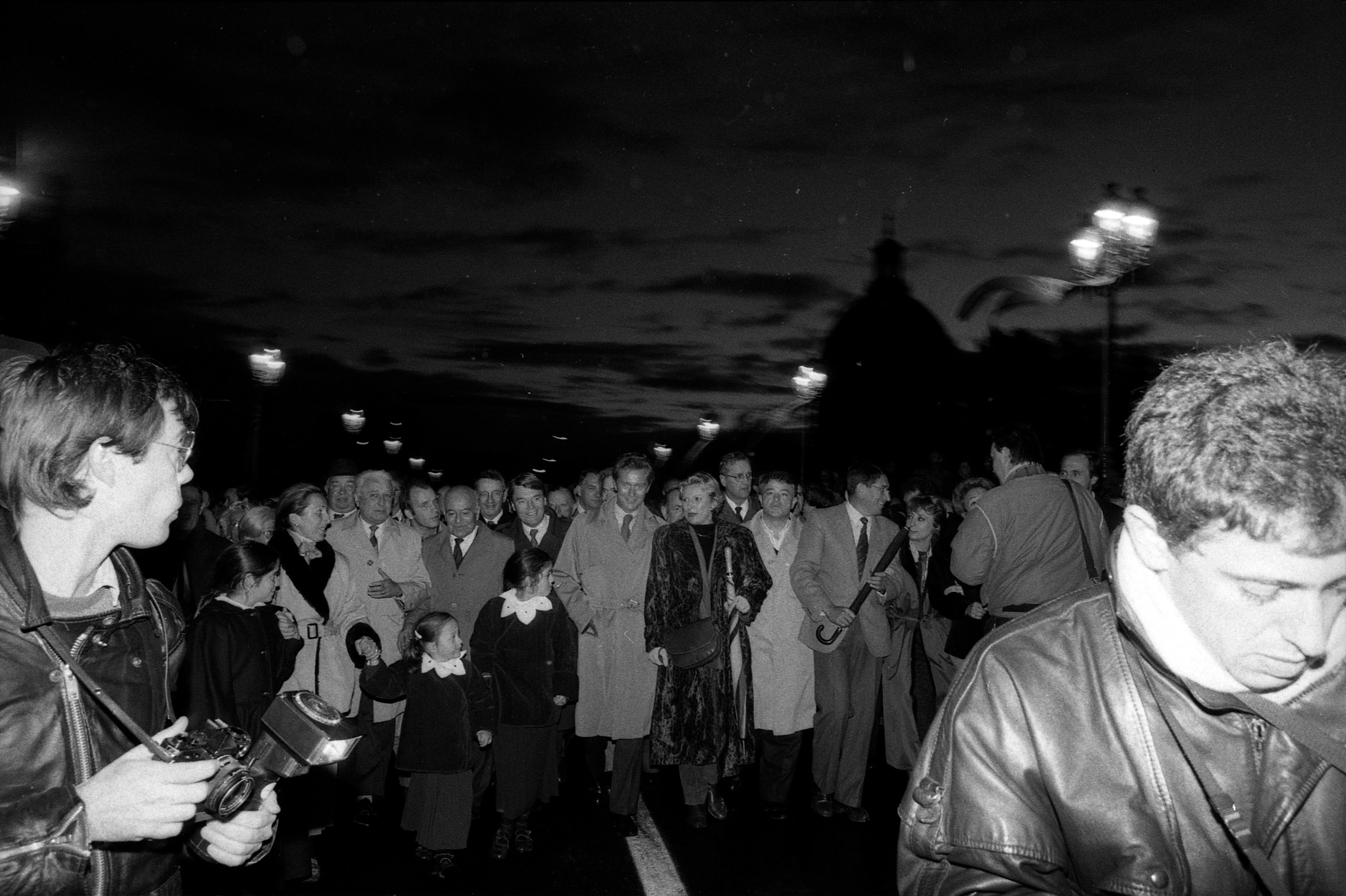

À partir du 18 juillet 2022, le pont est piétonnisé pour une expérimentation. Une piste cyclable bidirectionnelle et du mobilier urbain y sont installés. Une fresque éphémère, en peinture biodégradable, est installée sur le pont. L'expérimentation, originellement limitée au 22 août, est prolongée jusqu'au 18 septembre. La suppression d'une voie de circulation est prévue en 2023 .

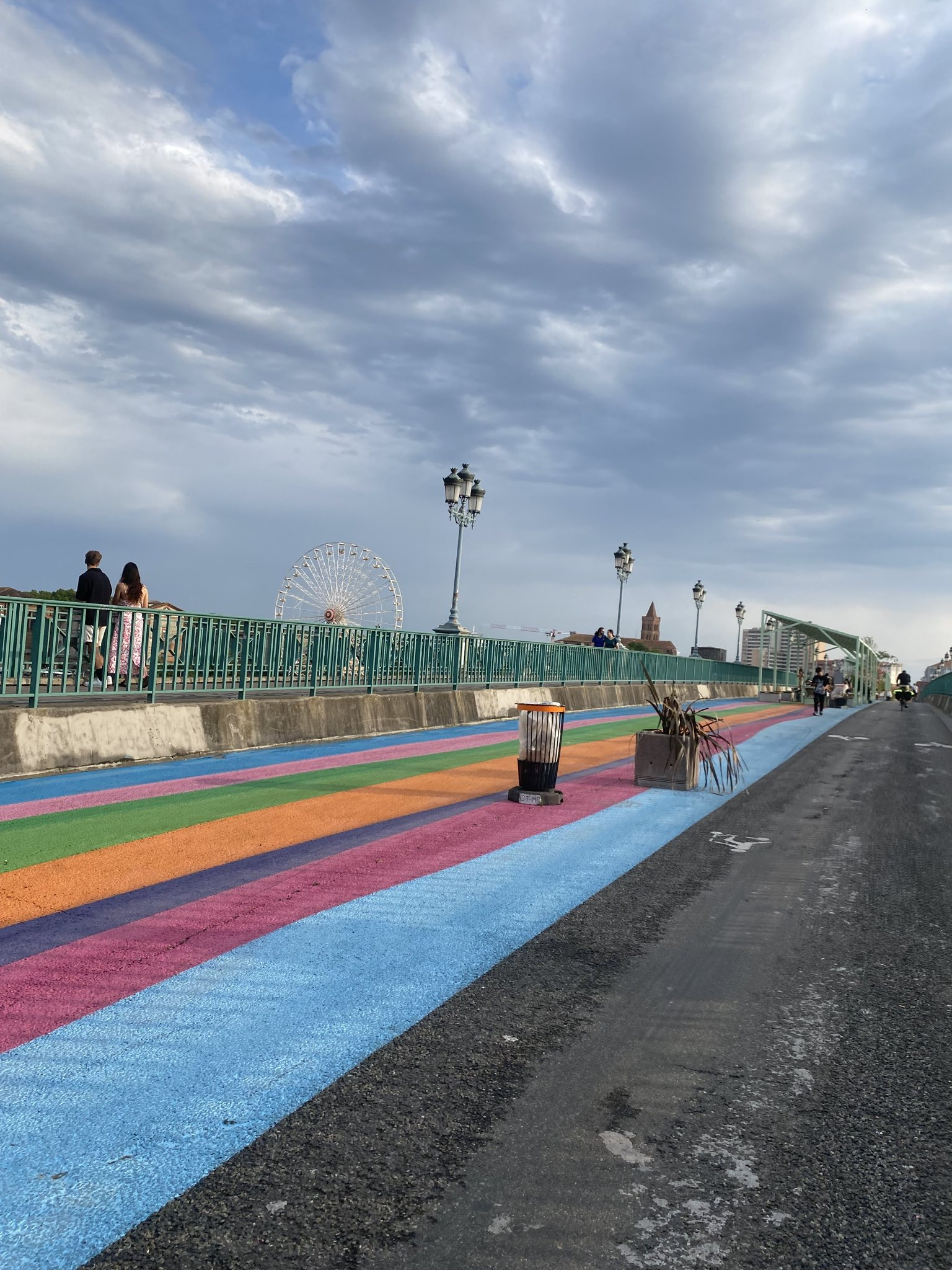
Pont Saint-Pierre piétonnisé, Août 2024

## Situation
Le Pont Saint-Pierre se trouve en aval du Pont Neuf et en amont du Pont des Catalans.

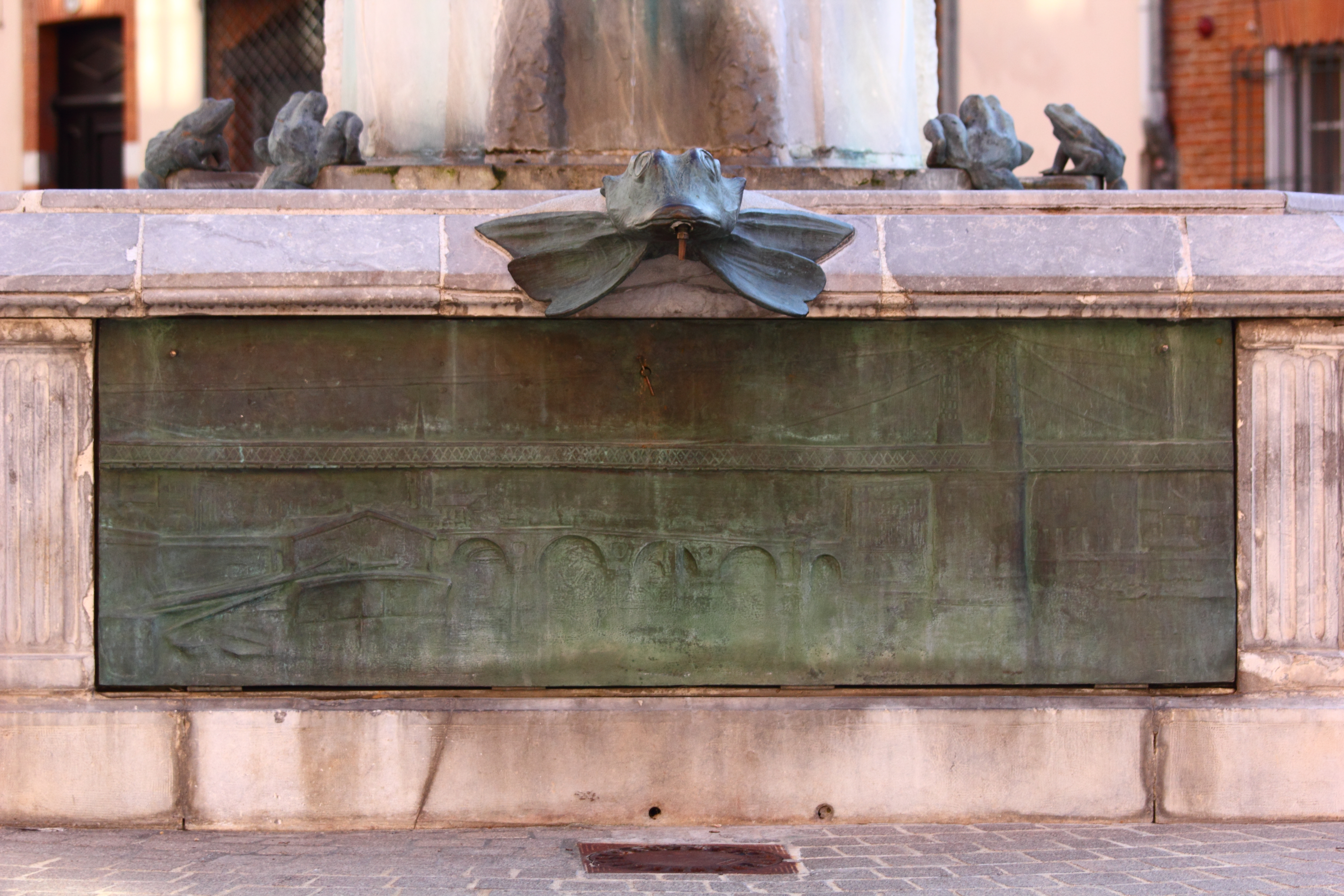
Bas-relief de la fontaine Clémence Isaure, 1915, le pont Saint-Pierre avec son ancien tablier.
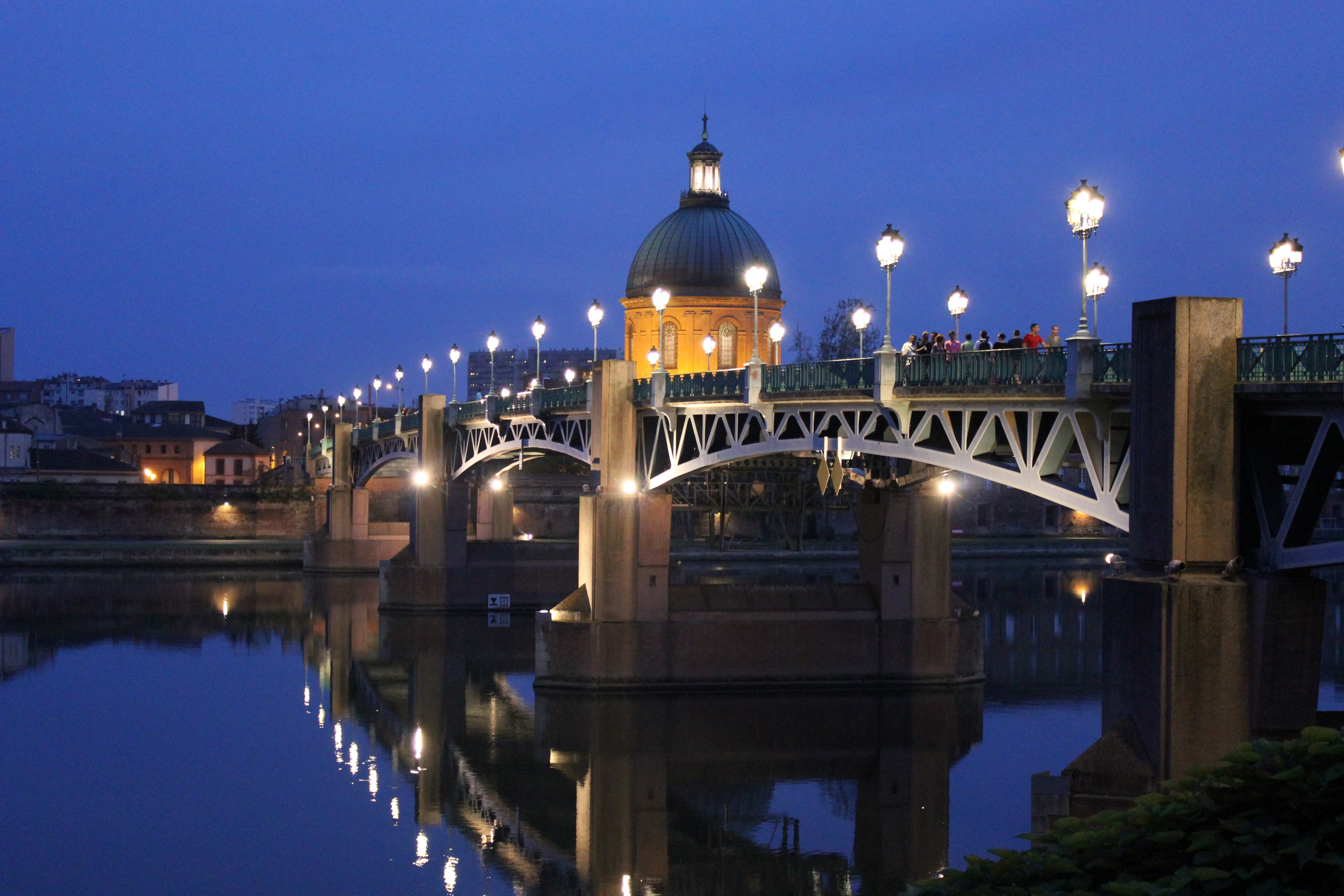
Le pont Saint-Pierre la nuit
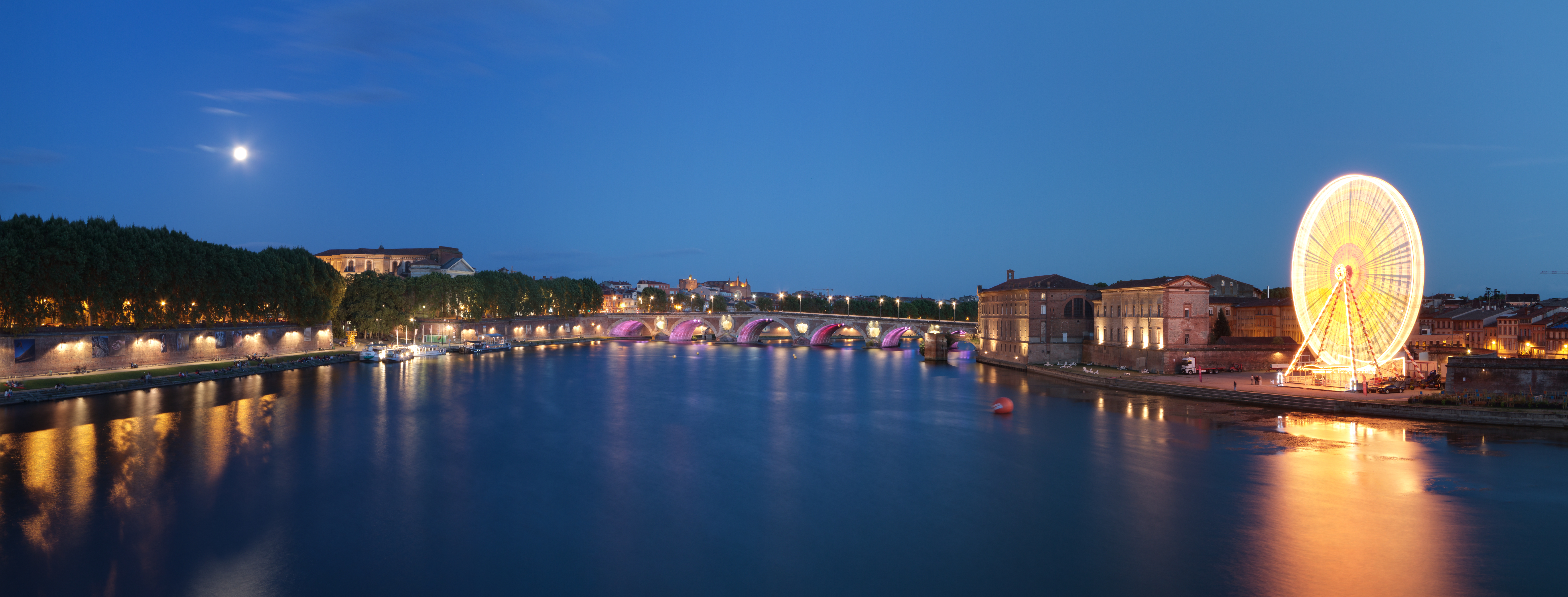
Vue de la Garonne et du Pont Neuf à partir du Pont Saint-Pierre.

## Quelques éléments techniques

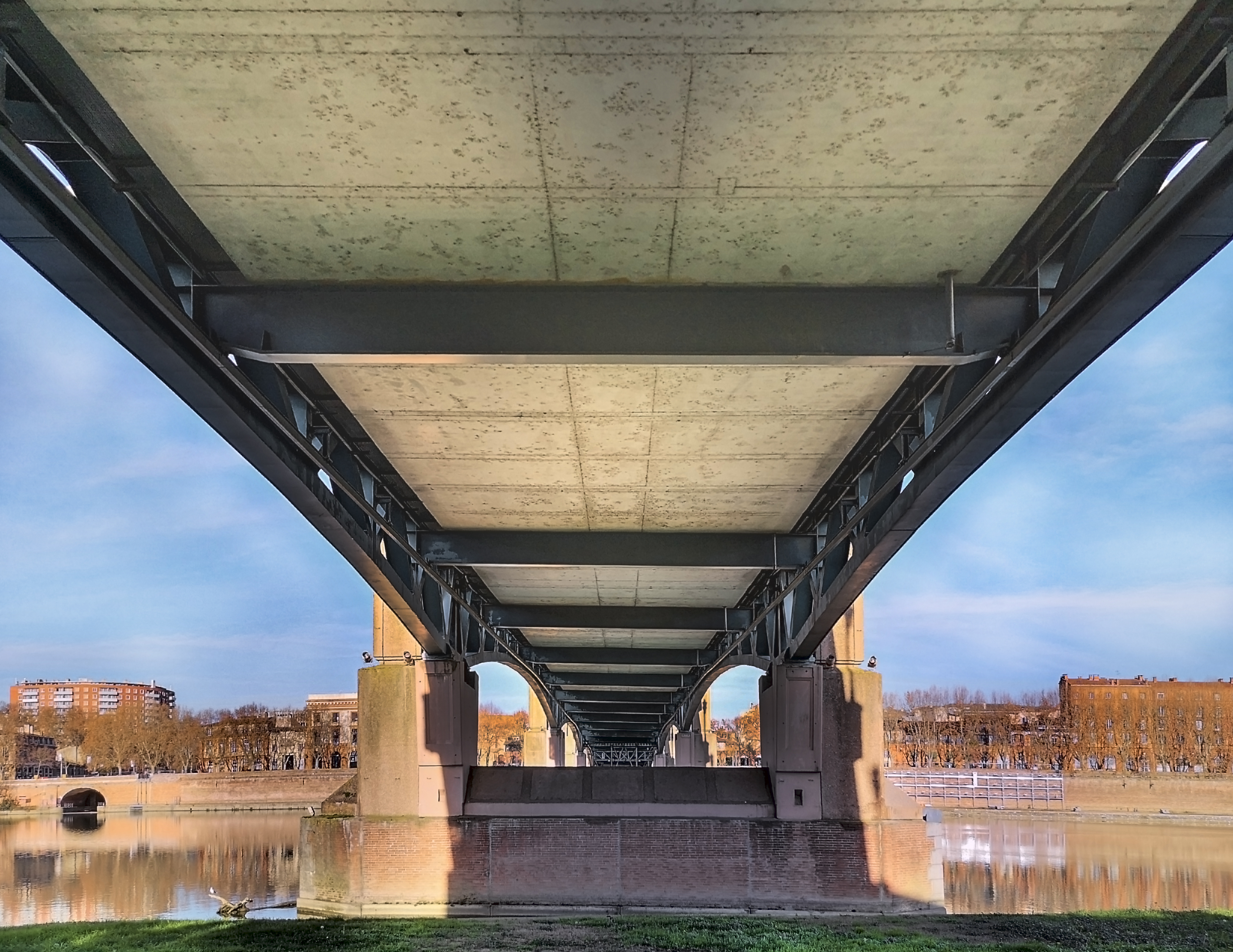
Sous-face du tablier en béton

### Intervenants
- Maître d'ouvrage : Ville de Toulouse
- Maître d'œuvre : Services techniques de la ville
- Architectes conseil : Bernard Calley et Villemur
- Études de conception et d'exécution : Figg & Muller Engineers, Inc - agence de Paris
- Entreprise principale : Campenon Bernard - agence de Toulouse
- Sous-traitant de la charpente métallique : S.T.R. Strasbourg Entreprise

### Principales dimensions
L'ouvrage est un pont mixte acier-béton partiellement précontraint.
Longueur totale entre culées : 240 m
Portées des travées : 36,88 - 3 × 55,00 - 36,88 m
Largeur totale du tablier : 13,2 m
Largeur roulable : 2 × 4,4 m
Largeur des trottoirs : 1,5 m
Surélévation des trottoirs : 0,75 m